# A Woodland Paradise
A Woodland Paradise è un cortometraggio muto del 1913 diretto da Walter Edwin. Mary Fuller, una delle più popolari attrici dell'Edison, oltre a interpretare il film, ne firma anche la sceneggiatura.

## Produzione
Il film fu prodotto dalla Edison Company.

## Distribuzione
Distribuito dalla General Film Company, il film - un cortometraggio in una bobina - uscì nelle sale cinematografiche statunitensi il 1º novembre 1913.